# Ancylosis obscuripunctella
Ancylosis obscuripunctella is een vlinder uit de familie snuitmotten (Pyralidae). De wetenschappelijke naam van deze soort is voor het eerst geldig gepubliceerd in 1973 door Roesler.
De soort komt voor in tropisch Afrika.